# Phymatotrichopsis
Phymatotrichopsis är ett släkte av svampar. Phymatotrichopsis ingår i familjen Rhizinaceae, ordningen skålsvampar, klassen Pezizomycetes, divisionen sporsäcksvampar och riket svampar.
|                   | Rhizina                                      |
|                   |                                              |
| Phymatotrichopsis | \| \| Phymatotrichopsis omnivora \| \| \| \| |
|                   | \| \| Phymatotrichopsis omnivora \| \| \| \| |
|                   | Phymatotrichopsis omnivora                   |
|                   |                                              |

|  | Phymatotrichopsis omnivora |
|  |                            |